# Juan Misael Saracho
Juan Misael Saracho (Tarija, Bolivia, 27 de enero de 1857 - Tupiza, Potosí, Bolivia, 1 de octubre de 1915) fue un abogado, periodista y político boliviano, décimo octavo Vicepresidente de la República de Bolivia, siendo segundo vicepresidente durante el gobierno de Eliodoro Villazon Montaño, desde agosto de 1909 hasta agosto de 1913 y primer vicepresidente durante el segundo gobierno de Ismael Montes Gamboa, desde agosto de 1913 hasta su fallecimiento en octubre de 1915. La Universidad Autónoma Juan Misael Saracho (UAJMS) lleva su nombre en su honor. 

## Biografía
Juan Misael nació en Tarija el 27 de enero de 1857. Fue Periodista, abogado, político y pedagogo. Cursó sus primeros años de estudios en el Colegio Nacional “San Luis”. De esta forma lo relata Ávila Castellanos (2018):

"...su anhelo de cultura y de adquirir una profesión, lo lleva a Sucre, donde ingresa a la Universidad Mayor, Real y Pontificia de “San Francisco Xavier”, que atrae, con su secular prestigio, a todos los bachilleres tarijeños.

En 1876 se recibe de abogado, coronando así toda una serie de sacrificios que se impuso en aras de su vocación, pues no poseyendo bienes de fortuna, gran parte de su tiempo tuvo que dedicarlo a la lucha por la vida, robando horas al sueño, copiando, por las noches, los textos de estudio que le prestan sus compañeros, según solía él, más tarde contar a sus amigos."
Ávila Castellanos, R.

Fundó el liceo Porvenir en Cinti, en 1879. Combatió en la guerra del Pacífico en calidad de segundo jefe del batallón Camargo, y poco después fue Rector del Colegio Nacional Pichincha y Rector también de la naciente Universidad Autónoma Tomas Frías de Potosí. Se resalta su rol como educador, comparando su figura con la de educadores como Tomás Frías, Samuel Oropeza y José Vicente Ochoa.

## Vicepresidente de Bolivia
Como político, fue miembro de la convención de 1899, senador por Tarija y ministro de estado en las carteras de Instrucción Pública y Justicia, Gobierno y Fomento y Relaciones Exteriores y Culto, durante los gobiernos liberales de Montes y Villazón. En 1909 fue elegido Segundo Vicepresidente de Villazón y ejerció por corto periodo el mando supremo. En 1913 presidió el senado nacional en carácter de Primer Vicepresidente de la República de Montes. Falleció a poco de haber sido proclamado candidato a la Presidencia de la nación para el periodo 1917 - 1921, estando en ejercicio del cargo vicepresidencial. Su muerte acaeció en Tupiza el 1 de octubre de 1915.
Su cuerpo descansa en un nicho en el Mausoleo de los Notables en el Cementerio General de La Paz.